# Kerrin Lee-Gartner
Kerrin Anne Lee-Gartner nata Lee (Trail, 21 settembre 1966) è un'ex sciatrice alpina canadese, campionessa olimpica nella discesa libera ad Albertville 1992.

## Biografia

### Carriera sciistica
Specialista delle discipline veloci originaria di Rossland in attività tra la metà degli anni 1980 e il decennio successivo, Kerrin Lee-Gartner debuttò in campo internazionale in occasione dei Mondiali juniores di Sugarloaf 1984 e ottenne il primo piazzamento in Coppa del Mondo il 10 marzo 1985 a Banff in supergigante (14ª); nella stagione 1986-1987 in Nor-Am Cup vinse sia la classifica generale sia quella di discesa libera e ai XV Giochi olimpici invernali di Calgary 1988, sua prima presenza olimpica, si classificò 15ª nella discesa libera, 23ª nel supergigante, 17ª nello slalom gigante, 8ª nella combinata e non completò lo slalom speciale. Ai Mondiali di Vail 1989, sua prima presenza iridata, si piazzò 7ª nella discesa libera e 9ª nella combinata; nella stagione seguente conquistò il primo podio in Coppa del Mondo, l'8 dicembre 1990 ad Altenmarkt-Zauchensee in discesa libera (3ª a 82 centesimi dalla vincitrice, la tedesca Katrin Gutensohn), e prese parte ai Mondiali di Saalbach-Hinterglemm 1991, dove fu 7ª nella medesima specialità.
Ai XVI Giochi olimpici invernali di Albertville 1992 vinse la medaglia d'oro nella discesa libera con 6 centesimi di vantaggio sulla seconda classificata, la statunitense Hilary Lindh, si classificò 6ª nel supergigante e non completò la combinata; l'anno dopo ai Mondiali di Morioka 1993, sua ultima presenza iridata, si piazzò 9ª nella discesa libera, 4ª nel supergigante e 23ª nello slalom gigante. Nel 1994 conquistò l'ultimo podio in Coppa del Mondo, il 15 gennaio a Cortina d'Ampezzo in supergigante (3ª), e disputò le sue ultime Olimpiadi: a Lillehammer 1994 fu 19ª nella discesa libera e 8ª nel supergigante. Si ritirò al termine di quella stessa stagione 1993-1994 e il suo ultimo piazzamento in Coppa del Mondo fu il 6º posto ottenuto nel supergigante disputato il 17 marzo a Vail.

### Altre attività
Dopo il ritiro si dedicò ad attività filantropiche legate al mondo dello sci e lavorò come commentatrice sportiva nella rete televisiva canadese CBC.

## Palmarès

### Olimpiadi
- 1 medaglia:
  - 1 oro (discesa libera ad Albertville 1992)

### Coppa del Mondo
- Miglior piazzamento in classifica generale: 9ª nel 1993
- 6 podi (4 in discesa libera, 2 in supergigante):
  - 3 secondi posti
  - 3 terzi posti

### Nor-Am Cup
- Vincitrice della Nor-Am Cup nel 1987[2][3]
- Vincitrice della classifica di discesa libera nel 1987[2][3]

### Campionati canadesi
- 4 medaglie (dati parziali):
  - 4 ori (combinata[senza fonte] nel 1988; discesa libera[2][6] nel 1991; discesa libera[2][6] nel 1992; discesa libera[2][6] nel 1993)

## Onorificenze
- Calgary and Alberta’s Female Athlete of the Year (1992)[1]
- Canadian Amateur Sports Hall of Fame (1992)[1]
- Canadian Olympic Hall of Fame (1993)[1]
- Canadian Sports Hall of Fame (1995)[1]
- Canadian Ski Hall of Fame (1996)[1]
- Alberta Sports Hall of Fame “Female Athlete of the Century” (2000)[1]